# Final da Liga Europa da UEFA de 2016–17
A Final da Liga Europa da UEFA de 2016-2017 foi a partida final da UEFA Europa League 2016-17, a 46ª final da segunda principal competição de clubes do futebol europeu organizado pela UEFA e a 8ª desde que foi renomeada de Taça UEFA para a UEFA Europa League. Foi disputada na Friends Arena em Solna, Suécia em 24 de maio 2017, entre os holandeses do Ajax e os ingleses do Manchester United.
O campeão foi o Manchester United que venceu o Ajax por 2 a 0 no tempo regulamentar. Com isso o time inglês ganhou o direito de disputar a Supercopa da UEFA contra o vencedor da Liga dos Campeões da UEFA de 2016–17. Também ganhou o direito de entrar na fase de grupos da Liga dos Campeões da UEFA de 2017-18, uma vez que a vaga reservada ao campeão da Liga dos Campeões não foi utilizada, já que os finalistas da edição de 2017 (Juventus e Real Madrid) já estavam garantidos para a fase de grupos da da edição 2017-18, desta forma o vencedor entra diretamente na fase de grupos.

## Local
O Friends Arena, foi anunciado como sede da final na reunião do Comité Executivo da UEFA, em Nyon, na Suíça, em 30 de junho de 2015.

## Partida
| 24 de maio de 2017 | Ajax | 0 – 2     | Manchester United          | Friends Arena, Estocolmo                          |
| 20:45 (UTC+2)      |      | Relatório | 17' Pogba · 47' Mkhitaryan | Público: 46 961 Árbitro: ESL Damir Skomina (FIFA) |

| Ajax | Manchester U. |

| G          | 24 | André Onana       |     |     |
| LD         | 3  | Joël Veltman      | 57' |     |
| Z          | 5  | Davinson Sánchez  |     |     |
| Z          | 36 | Matthijs de Ligt  |     |     |
| LE         | 4  | Jaïro Riedewald   | 32' | 81' |
| M          | 10 | Davy Klaassen     |     |     |
| M          | 20 | Lasse Schöne      |     | 69' |
| M          | 22 | Hakim Ziyech      |     |     |
| A          | 9  | Bertrand Traoré   |     |     |
| A          | 25 | Kasper Dolberg    |     | 61' |
| A          | 11 | Amin Younes       | 63' |     |
| Reservas:  |    |                   |     |     |
| G          | 33 | Diederik Boer     |     |     |
| Z          | 2  | Kenny Tete        |     |     |
| Z          | 16 | Heiko Westermann  |     |     |
| M          | 21 | Frenkie de Jong   |     | 81' |
| M          | 30 | Donny van de Beek |     | 69' |
| A          | 45 | Justin Kluivert   |     |     |
| A          | 77 | David Neres       |     | 61' |
| Treinador: |    |                   |     |     |
| Peter Bosz |    |                   |     |     |

| G             | 20 | Sergio Romero       |     |     |
| LD            | 25 | Antonio Valencia    |     |     |
| Z             | 12 | Chris Smalling      |     |     |
| Z             | 17 | Daley Blind         |     |     |
| LE            | 36 | Matteo Darmian      |     |     |
| V             | 21 | Ander Herrera       |     |     |
| M             | 8  | Juan Mata           | 32' | 89' |
| M             | 27 | Marouane Fellaini   | 50' |     |
| M             | 6  | Paul Pogba          |     |     |
| A             | 22 | Henrikh Mkhitaryan  | 30' | 73' |
| A             | 19 | Marcus Rashford     |     | 83' |
| Reservas:     |    |                     |     |     |
| G             | 1  | David de Gea        |     |     |
| Z             | 4  | Phil Jones          |     |     |
| Z             | 24 | Timothy Fosu-Mensah |     |     |
| M             | 14 | Jesse Lingard       |     | 73' |
| M             | 16 | Michael Carrick     |     |     |
| A             | 10 | Wayne Rooney        |     | 89' |
| A             | 11 | Anthony Martial     |     | 83' |
| Treinador:    |    |                     |     |     |
| José Mourinho |    |                     |     |     |

| Bandeirinhas: Jure Praprotnik (Eslovênia) Robert Vukan (Eslovênia) Quarto árbitro: Gianluca Rocchi (Itália) Assistentes adicionais: Matej Jug (Eslovênia) Slavko Vinčić (Eslovênia) Árbitro reserva: Tomaž Klančnik (Eslovênia) | Regras do jogo - 90 minutos. - 30 minutos de prorrogação se necessário. - Disputa por pênaltis se o placar permanecer empatado. - Sete reservas por time, dos quais até três podem ser usados. |

## Premiação
| Liga Europa da UEFA de 2016–17 |
| Inglaterra                     |
| ------------------------------ |
| Manchester United (1º título)  |